# Johann Keks
Johann Keks (* 6. Dezember 1885 in Katalinfalva, deutsch Kathreinfeld, Königreich Ungarn, Österreich-Ungarn; †  22. November 1944 in Zrenjanin, Königreich Jugoslawien) war Verbandsfunktionär und Volkstumspolitiker im Königreich Jugoslawien.

## Leben
Keks diente als Hauptmann in der Armee der Österreichisch-Ungarischen Monarchie. Er war Gutsbesitzer und Chefredakteur der ersten fünf Hefte des Volkswarts. Von 1927 bis 1939 stand Keks der landwirtschaftlichen Zentralgenossenschaft AGRARIA vor. Am 8. Januar 1928 konstituierte sich der „Deutsche Volksrat“, der die Belange der deutschen Minderheit in Jugoslawien vertreten sollte. Ludwig Kremling übernahm den Vorsitz, Keks wurde Schriftführer. Weitere Mitglieder waren unter anderen Stefan Kraft, Hans Moser und Georg Grassl.
1927 wurde Keks zum Bundesobmann des Schwäbisch-Deutschen Kulturbunds gewählt, dessen Geschäfte er bis zum Verbot des Bundes 1929 leitete. Die Vereinigung konsolidierte sich erneut nach 1930, wieder mit Keks als Bundesobmann. Das vorrangige Ziel des Bundes war die Erhaltung und Verbreitung deutscher Kultur in Jugoslawien. Das Verhalten der deutschsprachigen Bevölkerung war in der Zwischenkriegszeit eher von Zurückhaltung in der Politik gekennzeichnet; dies änderte sich jedoch grundsätzlich, als die „Erneuerungsbewegung“ im Kulturbund entscheidenden Einfluss gewann. Im Zuge der Vereinnahmung des Bundes durch die Nationalsozialisten wurde Johann Keks Anfang 1939 nach Berlin vorgeladen. Nach ausführlichen Aussprachen in der Volksdeutschen Mittelstelle (VOMI) wurde ihm sein Rücktritt nahegelegt. Heimgekehrt gab er am 30. April 1939 überraschend für seine Mitarbeiter seinen Rücktritt bekannt. Bundessekretär Matthias Giljum führte bis zur Neuwahl die Geschäfte des Kulturbundes weiter. Keks' Nachfolger wurde Sepp Janko, der spätere „Volksgruppenführer“. Keks trat zum 16. Februar 1942 der SS als Hauptsturmführer bei (SS-Nummer 449.757), er wurde zum 21. Juni 1943 zum Sturmbannführer und zum 9. November 1944 zum SS-Obersturmbannführer befördert. Er leitete das Ergänzungskommandos der 7. SS-Freiwilligen-Gebirgs-Division „Prinz Eugen“ mit eigener Dienststelle in Zrenjanin. Zum Ende des Zweiten Weltkriegs wurde Keks in Zrenjanin noch bis zum 10. Oktober 1944 als Vertreter der donauschwäbischen Bevölkerung in den Ortsbefreiungsausschuss aufgenommen, wurde danach aber auf Weisung des Antifaschistischen Rats der Nationalen Befreiung Jugoslawiens verhaftet und in das Arbeits- und Sammellager Zrenjanin eingeliefert, wo er im November erschlagen wurde.

## Veröffentlichungen
- Die Arbeit des Kulturbundes. Novi Sad 1937
- Das Deutschtum in Jugoslavien. [sic!]
- Kulturarbeit des Akademikers im Volke. In: Student im Volke. Heft 1, 1939